# Bryum richardsii
Bryum richardsii är en bladmossart som beskrevs av A. J. Sharp 1983. Bryum richardsii ingår i släktet bryummossor, och familjen Bryaceae. Inga underarter finns listade i Catalogue of Life.